# Конклав 2013
41°54′10″ пн. ш. 12°27′16″ сх. д. / 41.9029° пн. ш. 12.4544° сх. д.
Конклав 2013 року (лат. Conclave anni 2013) — вибори 266-го Папи Римського. До відкриття Конклаву папа Бенедикт XVI дав можливість кардиналам почати конклав «достроково», не вичікуючи 15 днів після оголошення «вакантного престолу». Конклав почався 12 березня в 15:30 за місцевим часом, в його роботі брали участь 115 кардиналів. Засідання проходили в будівлі Сікстинської капели.
25 лютого 2013 Папа Бенедикт XVI змінив статут, щоб прискорити процес ухвалення рішення щодо свого наступника. Раніше голова прес-центру Святого Престолу Федеріко Ломбарді вже повідомляв, що церковні правила, що регулюють час і порядок роботи подібних зібрань, можуть бути «порушені» через історичну унікальність ситуації у випадку з Бенедиктом XVI.
4 березня 2013 в Ватикані збиралися члени Генеральної конгрегації кардиналів, щоб призначити дату конклаву, на якому буде обрано нового Папу Римського.
З 117 (у тому числі двох неактивних) кардиналів-вибірників Конклаву більше половини представляють Європу. Бенедикт XVI після зречення не зберіг за собою сан кардинала і не брав участі в конклаві.
13 березня новим папою був обраний Хорхе Маріо Бергольо, який прийняв ім'я Франциск.

## Претенденти на папство
В ЗМІ було названо більше двох десятків відомих кардиналів, які були папабілямі — можливими кандидатами на папський престол. У числі найбільш імовірних кандидатів називали наступних кардиналів:
- Хорхе Маріо Бергольо[6][8] — кардинал-священик з 2001 року, архієпископ Буенос-Айреса та примас Аргентини, головний суперник кардинала Ратцінгера на конклаві 2005 року, з Аргентини, 76 років, обраний Папою римським;
- Френсіс Арінзе[6][7][8] — кардинал-єпископ з 1985 року, колишній префект Конгрегації Богослужіння та Дисципліни Таїнств, 80 років;
- Пітер Тарксон[6][7] — порівняно молодий та активний кардинал-священик з 2003 року, голова Папської Ради Справедливості та Миру, з Гани, 64 роки;
- Анджело Скола[6][7] — кардинал-священик з 2003 року, архієпископ Мілана, з Італії, 71 рік;
- Марк Уелле[6][7] — кардинал-священик з 2003 року, префект Конгрегації по справах єпископів, з Канади, 68 років;
- Джанфранко Равазі[6] — кардинал-диякон з 2010 року, голова Папської Ради з Культурі, Ватикан, 70 років;
- Крістоф Шенборн[7][8] — кардинал-священик з 1998 року, архієпископ Відня, з Австрії, 68 років.
- Оскар Родрігес Марадьяга[8] — кардинал-священик з 2001 року, архієпископ Тегусігальпи, з Гондурасу, 70 років.
- Оділь Шерер[7] — кардинал-священик з 2007 року, архієпископ Сан-Паулу, з Бразилії, 63 роки.

## Статистика Конклаву 2013
| Вибірники            | 117 загальної кількості      |
| -------------------- | ---------------------------- |
| Були відсутні        | 2 (Дармаатмаджа та О'Брайен) |
| Були присутні        | 115                          |
| Африка               | 11                           |
| Азія і Близький Схід | 11                           |
| Європа               | 61                           |
| Океанія              | 1                            |
| Північна Америка     | 17                           |
| Південна Америка     | 16                           |
| ВІДРІКШИЙСЯ ПАПА     | Бенедикт XVI (2005—2013)     |
| НОВИЙ ПАПА           | Франциск                     |

### Кардинали, що не беруть участь в роботі конклаву
Список кардиналів Римсько-католицької Церкви, старше 80 років на момент зречення папи римського Бенедикта XVI 28 лютого 2013. Також вони не мали права брати участь у Папському конклаві, який розпочався 12 березня 2013 для того, щоб обрати наступника Бенедикта XVI.
Цей список складений в алфавітному порядку в межах географічних місць.
Більшість кардиналів зведені в сан Папою Іоанном Павлом II — 72 кардинала, Папою Бенедиктом XVI — 16 кардиналів та Папою Павлом VI — двоє.

#### Римська курія
1. Джильберто Агустоні — колишній префект Верховного Трибуналу Апостольської Сигнатури;
2. Фьоренцо Анджеліни — колишній голова Папської Ради з пасторського піклуванню про працівників охорони здоров'я;
3. Лоренцо Антонетті — колишній голова Адміністрації церковного майна Святого Престолу;
4. Френсіс Арінзе — колишній префект Конгрегації Богослужіння та Дисципліни Таїнств;
5. Доменіко Бартолуччі — колишній керівник хору Сікстинської Капели;
6. Вільям Уейкфілд Баум — колишній великий пенітенціарій;
7. Вальтер Брандмюллер — колишній голова Папської Комітету з історичних наук;
8. Альбер Вануа — колишній секретар Папської біблійної комісії;
9. Едуард Ідріс Кассіді — колишній голова Папської ради зі сприяння християнській єдності;
10. Даріо Кастрільон Ойос — колишній голова Папської комісії Ecclesia Dei;
11. Агостіно Каччавіллан — колишній голова Адміністрації церковного майна Святого Престолу;
12. Джованні Коппа — колишній апостольський нунцій;
13. Андреа Кордеро Ланца ді Монтецемоло — колишній архіпресвітер папської базиліки Сан-Паоло фуорі ле Мура;
14. Жорж-Марі-Мартен Котто — колишній богослов Папського Дому;
15. Бернард Френсіс Лоу — колишній архіпресвітер базиліки Санта Марія Маджоре;
16. Дурайсамі Симон Лурдусамі — колишній префект Конгрегації у справах східних церков;
17. Франческо Маркізано — колишній голова Кадрової Служби Святого Престолу;
18. Едуардо Мартінес Сомало — колишній Камерленго, колишній префект Конгрегації Богослужіння та Дисципліни Таїнств;
19. Ренато Раффаеле Мартіно — колишній голова Папських Рад справедливості та миру та по пасторському піклуванню про мігрантів та мандруючих;
20. Хорхе Артуро Медіна Естевес — колишній префект Конгрегації богослужіння та дисципліни таїнств;
21. Хорхе Марія Мехіа — колишній бібліотекар Римської Церкви;
22. Поль Пупар — колишній голова Папської ради по Культурі;
23. Жозе Сарайва Мартінш — колишній префект Конгрегації з канонізації святих;
24. Еліо Сгречча — колишній президент Папської Академії Життя;
25. Серджіо Себастьяні — колишній голова Префектури економічних справ Святого Престолу;
26. Акілле Сільвестріні — колишній префект Конгрегації у справах східних церков;
27. Анджело Содано — декан Колегії кардиналів;
28. Джеймс Френсіс Стеффорд — колишній великий пенітенціарій;
29. Йозеф Томко — колишній префект Конгрегації Євангелізації Народів;
30. Роберто Туччі — колишній директор Ватиканського Радіо;
31. Карло Фурно — колишній архіпресвітер патріаршої ліберійського базиліки;
32. Едмунд Казимир Шоку — колишній голова Папської комісії у справах держави-граду Ватикану, колишній губернатор Ватикану;
33. Хуліан Ерранс Касадо — колишній голова Дисциплінарної Комісії Римської курії;
34. Роже Марі Елі Ечегарай — віце-декан Колегії кардиналів.

#### Європа
Італія
1. Джакомо Біффі — колишній архієпископ Болоньї;
2. Сальваторе Де Джорджі — колишній архієпископ Палермо;
3. Джованні Канестрі — колишній архієпископ Генуї;
4. Сільвано Пьованеллі — колишній архієпископ Флоренції;
5. Камілло Руїні — колишній генеральний вікарій Риму;
6. Ерзільо Тоніні — колишній архієпископ Равенни;
7. Марко Че — колишній патріарх Венеції.

Іспанія
1. Франсиско Альварес Мартінес — колишній архієпископ Толедо;
2. Рікардо Марія Карлес Гордо — колишній архієпископ Барселони;
3. Хосе Мануель Естепа Льяуренс — колишній військовий ординарій Іспанії.

Польща
1. Хенрік Роман Гульбіновича — колишній архієпископ Вроцлава;
2. Франтішек Махарський — колишній архієпископ Кракова;
3. Станіслав Казімєж Нагі — титулярний архієпископ Холара.

Німеччина
1. Карл Йозеф Беккер — єзуїт;
2. Фрідріх Веттер — колишній архієпископ Мюнхена та Фрайзінга.

Україна
1. Любомир Гузар — колишній верховний архієпископ Київський та Галицький;
2. Маріан Яворський — колишній архієпископ Львова.

Велика Британія
1. Кормак Мерфі-О'Коннор — колишній архієпископ Вестмінстера.

Угорщина
1. Ласло Пашкаі — колишній архієпископ Естергома-Будапешта.

Ірландія
1. Десмонд Коннелл — колишній архієпископ Дубліна.

Латвія
1. Яніс Пуятс — колишній архієпископ Риги.

Мальта
1. Проспер Грек — августинець.

Нідерланди
1. Адріанус Йоханнес Симонис — колишній архієпископ Утрехта.

Румунія
1. Лучіан Мурешан — верховний архієпископ Фагараш-Альба Юлія, глава Румунської католицької церкви.

Словаччина
1. Ян Хризостом Корець — колишній єпископ Нітри.

Франція
1. Бернар Панафье — колишній архієпископ Марселя.

Чехія
1. Мілослав Влк — колишній архієпископ Праги.

Швейцарія
1. Анрі Швер — колишній єпископ Сьйона.

#### Азія
Філіппіни
1. Рікардо Хамін Відаль — колишній архієпископ Себу;
2. Гауденсіо Борбон Росалес — колишній архієпископ Маніли.

Індія
1. Симон Ігнатій Пімента — колишній архієпископ Бомбея.

Ірак
1. Еммануель III Деллі — колишній патріарх Вавилона халдейського.

Китай
1. Іосиф Чень Жіцзюнь — колишній єпископ Гонконгу.

Корея
1. Микола Чон Джин Сік — колишній архієпископ Сеула.

Ліван
1. Насрулла Бутрос Сфейр — колишній маронітський патріарх Антіохії.

Таїланд
1. Михайло Міча Кітбунчу — колишній архієпископ Бангкока.

#### Північна Америка
США
1. Едуард Майкл Іган — колишній архієпископ Нью-Йорка;
2. Вільям Генріх Кілару — колишній архієпископ Балтімора;
3. Теодор Едгар Маккеррік — колишній архієпископ Вашингтона;
4. Адам Джозеф Мейд — колишній архієпископ Детройта.

#### Латинська Америка
Бразилія
1. Серафін Фернандіс ді Араужу — колишній архієпископ Белу-Оризонті;
2. Паулу Еварісті Арнс — колишній архієпископ Сан-Паулу;
3. Жозе Фрейрі Фалкао — колишній архієпископ Бразиліа;
4. Еузебіу Оскар Шейді — колишній архієпископ Сан-Себастьян-до-Ріо-де-Жанейро.

Аргентина
1. Естаніслао Естебан Карліч — колишній архієпископ Парани.

Колумбія
1. Педро Рубіано Саенс — колишній архієпископ Боготи.

Мексика
1. Хав'єр Лосано Барраган — колишній голова Папської Ради з пасторському піклуванню про працівників охорони здоров'я.

Нікарагуа
1. Мігель Обандо Браво — колишній архієпископ Манагуа.

#### Африка
Ангола
1. Алешандри ду Нашсіменту — колишній архієпископ Луанди.

Замбія
1. Медардо Джозеф Мазомбве — колишній архієпископ Лусаки.

Камерун
1. Крістіан Війган Тумі — колишній архієпископ Дуали.

Кот-д'Івуар
1. Бернар Агре — колишній архієпископ Абіджана.

Мозамбік
1. Алешандри Жозе Марія душ Сантуш — колишній архієпископ Мапуту.

Уганда
1. Еммануїл ваман — колишній архієпископ Кампали.

#### Австралія та Океанія
Австралія
1. Едуард Бід Кленсі — колишній архієпископ Сіднея.

Нова Зеландія
1. Томас Стеффорд Вільямс — колишній архієпископ Веллінгтона.